# 피에트로 페루지노
피에트로 페루지노(Pietro Perugino, 1450년 ~ 1523년?)는 이탈리아의 화가로, 15세기 움브리아화파의 지도자이다.

## 개요
1481년 보티첼리, 기를란다요, 로셀리 등과 함께 로마의 시스티나 성당의 벽화를 제작한 한 사람으로, 르네상스의 전성기를 이끌어 나간 화가이며, 움브리아 지방 출신이다. 시스티나 성당에 그린 <교회의 열쇠를 받는 성 베드로>는 호평을 받아, 피렌체와 페르지아에 그의 화실을 가지고 1493년∼1497년 사이에 성모자상의 연작을 이탈리아 각지로 보냈다. 1500년경에는 로마의 은행가 아고스티노키지에 의하여 이탈리아 최고의 화가라는 칭송을 받았다. 라파엘로는 이 무렵 페루지노의 제자가 되어 있었다. 1495년에 제작한 <피에타>(피렌체, 피티)는 조용하고 한적한 움브리아 지방의 풍경을 무대로 관상(觀想)과 정감에 넘친 비극이 담겨 있다. 각 인물의 두부와 신체는 산비탈과 조화를 이루고 있다.

## 주요 작품

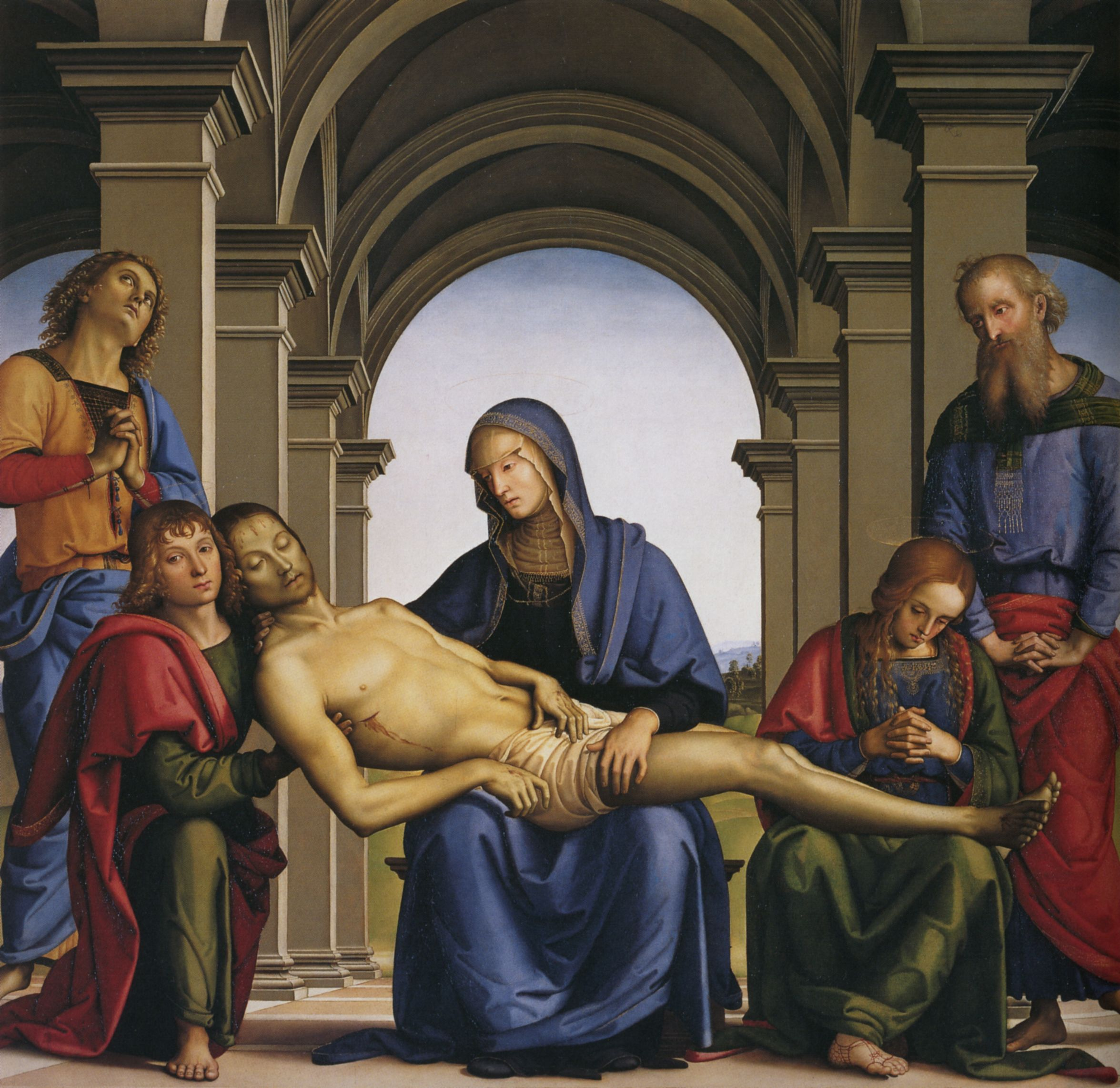
Pietà
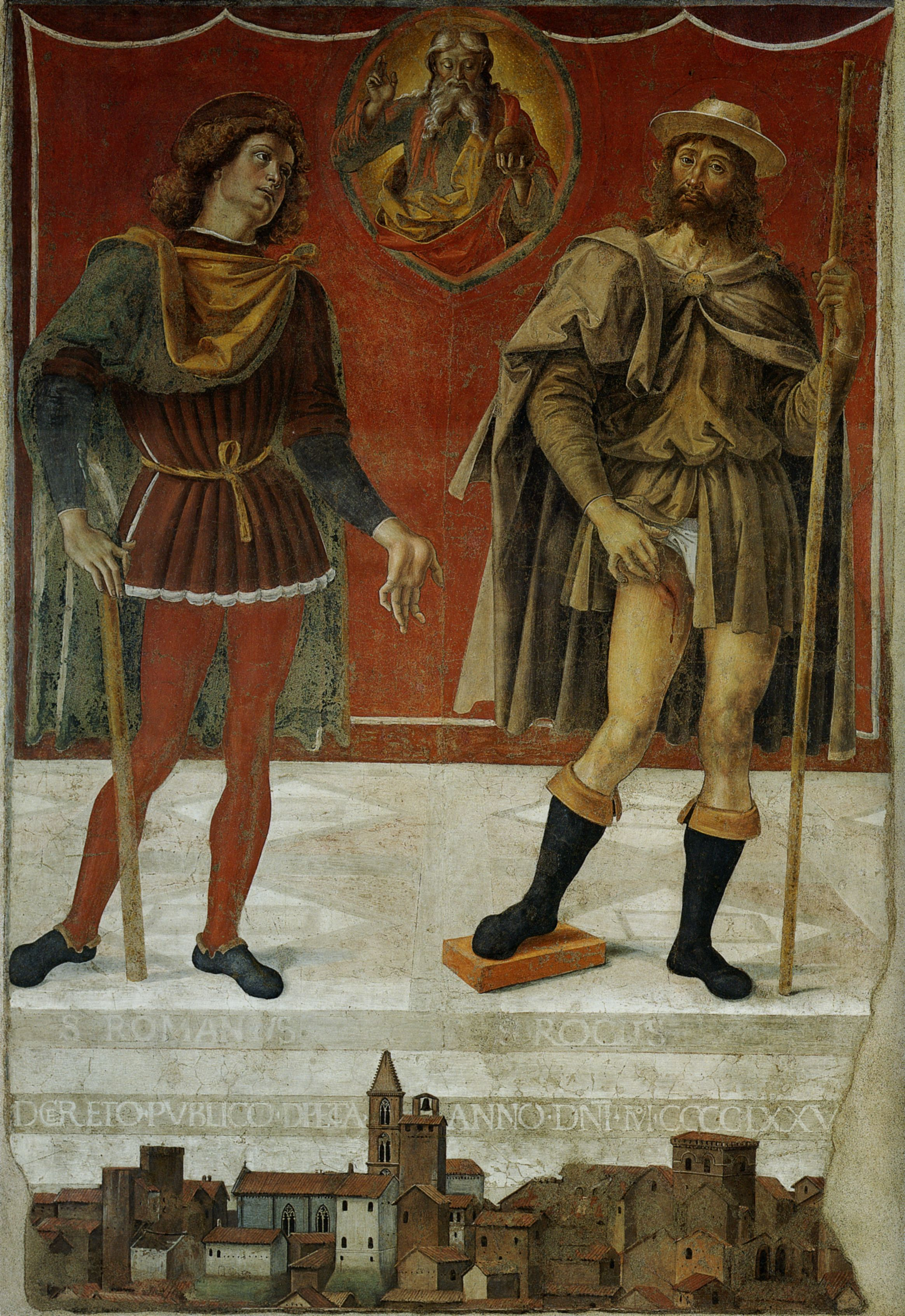
The Eternal Father bless Saints Roch and Romain
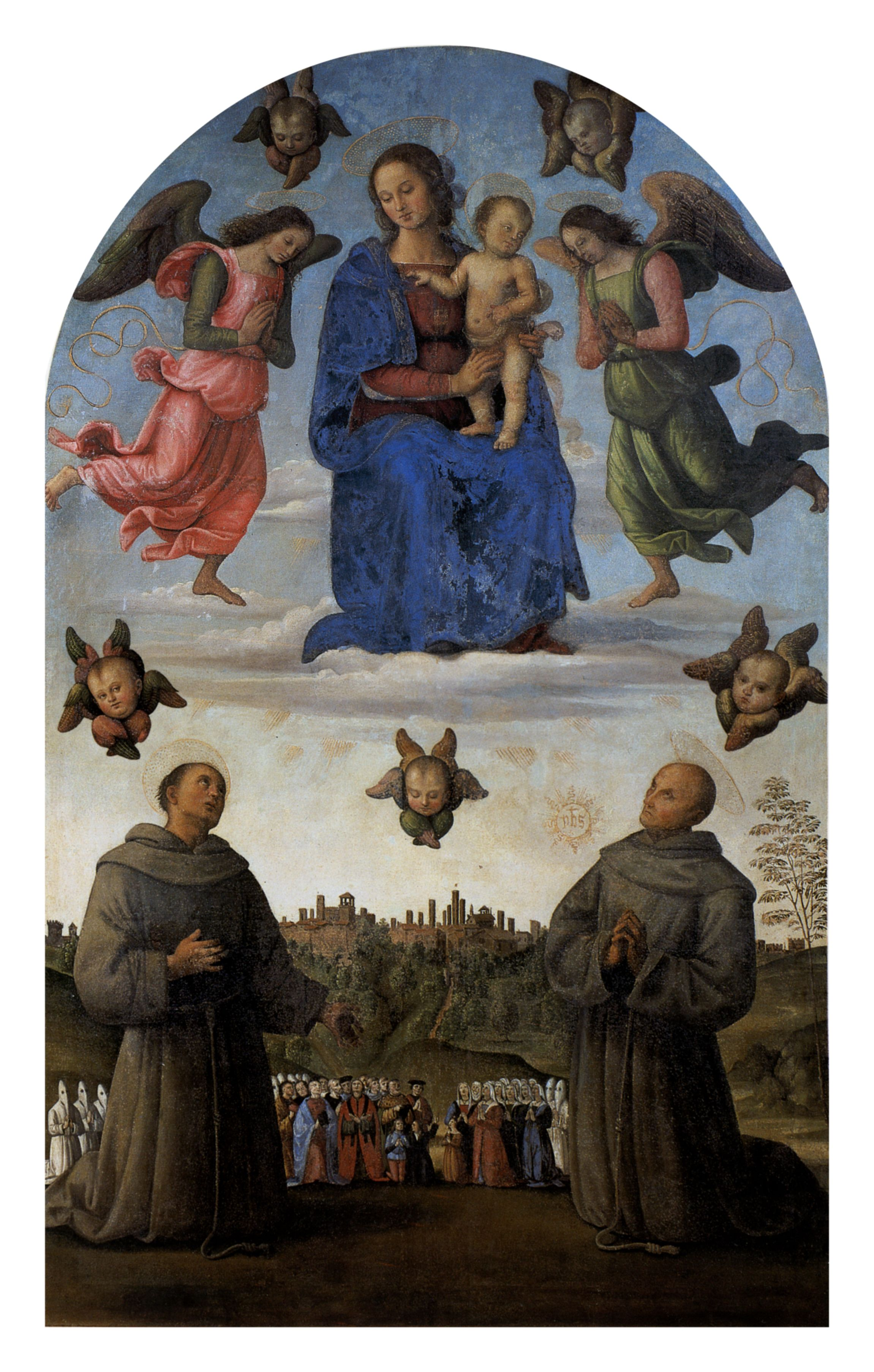
Banner of Justice